# Knut Ahnlund
Knut Ahnlund, né le 24 mai 1923 à Stockholm et mort le 28 novembre 2012, est un historien de la littérature scandinave, écrivain et membre de l'Académie suédoise. 

## Biographie
Spécialiste de la littérature nordique et plus particulièrement de la littérature danoise, Ahnlund a soutenu une thèse de doctorat à l'université de Stockholm sur Henrik Pontoppidan. Plus tard, il publie des ouvrages consacrés à Sven Lidman et Gustav Wied. Également romancier et traducteur, il enseigne, avec le titre de professeur, l'histoire des lettres scandinaves à l'université d'Aarhus au Danemark. En 1983, il est élu membre de l'Académie suédoise, au siège de Karl Ragnar Gierow.
À la suite d'un conflit l'opposant au secrétaire perpétuel Sture Allén et à son successeur Horace Engdahl, Ahnlund n'a participé aux activités de l'Académie que de manière restreinte plusieurs années avant son décès. Le 11 octobre 2005, quelques jours avant l'annonce du nouveau prix Nobel, le professeur annonce, dans un article écrit pour le quotidien national Svenska Dagbladet, son intention de quitter ses fonctions d'académicien en geste de protestation face au choix d'Elfriede Jelinek l'année précédente, dont il qualifie l'œuvre de « fouillis anarchique » et de « pornographie », « plaqués sur un fond de haine obsessionnelle et d'égocentrisme larmoyant. »,. L'Académie suédoise, qui fonctionne sur le modèle de l'Académie française, veut qu'un membre qui a été élu le soit à vie. Ahnlund n'a donc pu être déchu de son titre ou s'en décharger officiellement, mais il n'a plus participé à aucun débat, ni à aucune activité de l'Académie. Son fauteuil y était perpétuellement. En 2013, Sara Danius lui succède au siège N°7.